# Gauriana
Gauriana (łac. Diocesis Gaurianensis) – stolica historycznej diecezji w Cesarstwie rzymskim w prowincji Numidia zlikwidowana w VII w. podczas ekspansji islamskiej, współcześnie w północnej Algierii. Obecnie katolickie biskupstwo tytularne. 

## Biskupi tytularni
| Lp. | Biskup                    | Funkcja                                                    | Od               | Do               |
| --- | ------------------------- | ---------------------------------------------------------- | ---------------- | ---------------- |
| 1   | Ernesto Aurelio Ghiglione | wikariusz apostolski Bengazi (Libia)                       | 5 lipca 1951     | 8 czerwca 1964   |
| 2   | Teresio Ferraroni         | biskup pomocniczy Mediolanu biskup koadiutor Como (Włochy) | 7 grudnia 1966   | 1 listopada 1974 |
| 3   | Teodoro Bacani            | biskup pomocniczy Manili (Filipiny)                        | 6 marca 1984     | 7 grudnia 2002   |
| 4   | Joseph Boishu             | biskup pomocniczy Reims (Francja)                          | 21 stycznia 2003 |                  |